# تصفيات كأس العالم 2006 – أوروبا المجموعة 8
المجموعة الثامنة من تصفيات أوروبا المؤهلة إلى بطولة كأس العالم لكرة القدم 2006 في ألمانيا ضمت منتخبات بلغاريا، كرواتيا، المجر، إيسلندا، مالطا، والسويد .
حقق منتخب كرواتيا المركز الأول وتأهل مباشرة إلى بطولة كأس العالم بينما احتل منتخب السويد المركز الثاني وتأهل مباشرة إلى بطولة كأس العالم كأحسن الثاني في تصفيات أوروبا.

## الترتيب
| المنتخب | لعب | الفوز | التعادل | الخسارة | له | عليه | الفارق | النقاط |
| ------- | --- | ----- | ------- | ------- | -- | ---- | ------ | ------ |
| كرواتيا | 10  | 7     | 3       | 0       | 21 | 5    | +16    | 24     |
| السويد  | 10  | 8     | 0       | 2       | 30 | 4    | +24    | 24     |
| بلغاريا | 10  | 4     | 3       | 3       | 17 | 17   | 0      | 15     |
| المجر   | 10  | 4     | 2       | 4       | 13 | 14   | −1     | 14     |
| آيسلندا | 10  | 1     | 1       | 8       | 14 | 27   | −13    | 4      |
| مالطا   | 10  | 0     | 3       | 7       | 4  | 32   | −28    | 3      |